# روچستر، کنت
latitudeروچستر، کنتlongitudeروچستر، کنت
روچستر، کنت (به انگلیسی: Rochester, Kent) یک منطقهٔ مسکونی در انگلستان است که در جنوب شرقی انگلستان واقع شده‌است.

## خصوصیات
روچستر ۲۷٬۰۰۰ نفر جمعیت دارد.